# 北京丰台体育中心
39°52′01″N 116°16′43″E / 39.866869°N 116.278476°E
北京豐台体育中心，位于中國北京市丰台区，是一个拥有足球、篮球、游泳、棒球、垒球等运动场地的多功能体育赛事及全民健身运动场所。

## 体育场
丰台体育中心体育场在2006年至2008年、2022年至2023年曾经作为中国足球超级联赛球队北京国安的主场，2016年至2019年曾经作为北京另一家足球俱乐部北京人和的主场。该体育场可以容纳观众31,043人。

## 垒球场
丰台体育中心垒球场是2008年北京奧運會的壘球賽事比賽場館。
2006年6月，豐台壘球場竣工，是北京奧運會11個擴建比賽場館中最早完工的，場館會於同年8月至9月間用作2006年世界女子壘球錦標賽的比賽場館。